# Irina Antonenko
Pour les articles homonymes, voir Antonenko.
Irina Igorevna Antonenko (en russe : Ирина Игоревна Антоненко), née le 1er septembre 1991 à Iekaterinbourg est une mannequin et actrice russe. Elle est élue Miss Iekaterinbourg 2009 et Miss Russie 2010, pour l'élection de Miss Univers 2010.

## Filmographie
Cinéma
- 2011 : The Darkest Hour de Chris Gorak
- 2016 : Krasny de Nick Sarkisov : Anastasia Kyuhel
- 2016 : Elastico (ru) de Mikhail Rashodnikov
- 2016 : Ded Moroz. Bitva Magov d'Aleksandr Voytinskiy : Lina
- 2018 : Potvorna Kralechka de Roman Perfilyev (uk) : Yeva
- 2022 : Gasoline Alley d'Edward John Drake : Star

Télévision
- 2014 : Korabl (ru) : Alena Gromova (série)
- 2014 : Surprise for the beloved : Nika
- 2015 : Weddings will not be : |Alisa
- 2015 : Golden Cage : Alina (série)